# Klínovka
Klínovka je potok na středním Liptově, na území slovenského okresu Liptovský Mikuláš. Je to levostranný přítok Trnovce, měří 5,3 km a je tokem IV. řádu.

## Pramen
Pramení v Západních Tatrách, v geomorfologické části Liptovské Tatry, na jihovýchodním svahu Kuřic (1 945 m n. m.) v nadmořské výšce přibližně 1 470 m n. m.

## Popis toku
Od pramene teče nejprve severojižním směrem, zleva přibírá krátký přítok (1 312,1 m n. m.) ze západního svahu Klinovatého (1 555,1 m n. m.) a stáčí se na jihovýchod. Dále přibírá levostranné Kamenné, obloukem se stáčí na jihozápad a vtéká do Liptovské kotliny. Následně se stáčí na západ, z pravé strany přibírá Kobylie (823,3 m n. m.) a opět mění směr toku na jihozápad. Nakonec se stáčí znovu na západ a severoseverovýchodně od obce Jakubovany se v nadmořské výšce cca 750 m n. m. vlévá do Trnovce.